# LifeHack
LifeHack é um filme de suspense de 2025 dirigido por Ronan Corrigan, em sua estreia na direção. Estreou no SXSW 2025.

## Sinopse
Acostumados a encontrar golpistas online, quatro jovens adultos bolam um plano para tentar roubar criptomoedas de Don Heard, um bilionário da tecnologia e personalidade da mídia política de direita.

## Elenco
- Georgie Farmer
- Yasmin Finney – Alex Kemp
- Roman Hayeck-Green – Sid Daniels
- James Scholz – Petey Le
- Jessica Reynolds
- Charlie Creed-Miles
- Cael King – Sanjay
- Jill Winternitz

## Produção
Ronan Corrigan começou a desenvolver o filme no período de isolamento da pandemia de COVID-19 e queria retratar a época em que jogava muito no PC quando era mais jovem.

## Recepção
No site agregador de críticas Rotten Tomatoes, 100% das 11 resenhas dos críticos são positivas.
Em sua crítica para a Variety, Siddhant Adlakha disse que "o resultado é uma produção genuinamente engraçada e, em última análise, de tirar o fôlego, com execuções que parecem um assalto em si". No IndieWire, Christian Zilko avaliou com um "B", dizendo que "a internet é a coisa mais próxima que esses ladrões cibernéticos adolescentes têm de uma vida real, e o ataque de dopamina de Corrigan em um filme é um retrato autêntico do quão vivos eles já foram".
Apesar de não gostar de filmes no estilo found footage ou mocumentário, Pedro Martin publicou uma crítica positiva no ScreenAnarchy devido aos personagens. No Collider, Matt Donato avaliou com nota 8/10 destacando que é um "suspense fantasticamente tenso".
Na Deadline Hollywood, Pete Hammond disse que "para mim, este é de longe o melhor filme Screenlife até agora, um casamento deslumbrante de habilidade online, narrativa inteligente, edição brilhante e atuação dentro dos limites da tela do seu computador que rivaliza com o melhor de qualquer filme de assalto nos últimos anos."